# 维川郡
维川郡，中国唐朝时设置的郡。
唐玄宗天宝元年（742年），改维州置维川郡。治所在薛城县（今四川省理县甘堡乡）。下辖薛城县、小封县（今四川省理县薛城镇）。唐肃宗乾元元年（758年）复改为维州。